# Cârșa Roșie
Cârșa Roșie – wieś w Rumunii, w okręgu Caraș-Severin, w gminie Șopotu Nou. W 2011 roku liczyła 67 mieszkańców. 